# Гросмюнстер
Гросмюнстер (нем. Grossmünster) — одна из трех важнейших церквей Цюриха, наряду с собором Фраумюнстер и церковью святого Петра. Этот протестантский храм был построен в романском стиле и играл значительную роль в истории протестантской реформации. 
Центральная часть собора около набережной реки Лиммат была построена на месте церкви Каролингов. Строительство собора датировано 1090 годом, церковь начали использовать только около 1220 года. Первоначально Гроссмюнстер называли Цюрихская церковь (Turicina ecclesia).
Особую красоту и величественность храму придают башни-близнецы, которые были возведены в 1487—1492 годах. Собор украшают искусные витражи швейцарского художника-авангардиста Аугусто Джакометти.
Гросмюнстер представлял собой мужской монастырь, конкурируя с аббатством Фраумюнстер по другую сторону реки Лиммат на протяжении Средних веков. По легенде, собор Гросмюнстер был основан императором Карлом Великим, чей конь упал на колени над могилой Феликса и Регулы, святых покровителей Цюриха. Легенда помогла поддержать претензии на старшинство перед собором Фраумюнстер, который был основан внуком Карла Великого — Людовиком Немецким. Недавние археологические находки подтвердили наличие римских захоронений в основании собора.
Между Гросмюнстером и Фраумюнстером через реку Лиммат построен мост, названный в честь соборов Мюнстерским.

## Галерея
- Вид на Гросмюнстер со стороны озера